# Gross Litzner
Le Gross Litzner (également orthographié Großlitzner ou Grosser Litzner en allemand) est un sommet du massif de Silvretta, à la frontière entre la Suisse et l'Autriche.